# Aliuska López
Aliuska López (Aliuska Yanira López Pedroso; * 29. August 1969 in Havanna) ist eine ehemalige spanische Hürdenläuferin kubanischer Herkunft, deren Spezialstrecke die 100-Meter-Distanz war.
1986 wurde sie Vizejuniorenweltmeisterin. Im Jahr darauf wurde sie bei den Hallenweltmeisterschaften in Indianapolis Siebte über 60 Meter Hürden. Im Sommer gewann sie Silber bei der Universiade, Bronze bei den Panamerikanischen Spielen in Indianapolis und erreichte bei den Weltmeisterschaften in Rom das Halbfinale. 1988 wurde sie Juniorenweltmeisterin.
1991 holte sie über 60 Meter Hürden Bronze bei den Hallenweltmeisterschaften in Sevilla. Einer Goldmedaille bei den Panamerikanischen Spielen in Havanna folgte ein siebter Platz bei den Weltmeisterschaften in Tokio. 1992 wurde sie Sechste bei den Olympischen Spielen in Barcelona, 1993 Fünfte über 60 Meter Hürden bei den Hallenweltmeisterschaften in Toronto und Vierte bei den Weltmeisterschaften in Stuttgart.
1995 gewann sie die Titel bei den Hallenweltmeisterschaften in Barcelona über 60 Meter Hürden und bei den Panamerikanischen Spielen in Mar del Plata. Bei den Weltmeisterschaften 1995 in Göteborg schied sie allerdings ebenso im Halbfinale aus wie bei den Olympischen Spielen 1996 in Atlanta.
1997 scheiterte sie bei den Weltmeisterschaften in Athen im Vorlauf. 1999 verteidigte sie ihren Titel bei den Panamerikanischen Spielen in Winnipeg und erreichte bei den Weltmeisterschaften in Sevilla das Halbfinale. Bei den Olympischen Spielen 2000 in Sydney wurde sie Fünfte.
1990 und 1993 errang sie Gold bei den Zentralamerika- und Karibikspielen, 1997 wurde sie Zentralamerika- und Karibikmeisterin. Elfmal wurde sie kubanische Meisterin (1986–1989, 1993–1997, 1999, 2000). In der 4-mal-100-Meter-Staffel gewann sie mit der kubanischen Mannschaft zweimal Silber bei den Panamerikanischen Spielen (1987, 1995) und zweimal Gold bei den Zentralamerika- und Karibikspielen (1990, 1993). Bei den Weltmeisterschaften kam sie mit dem kubanischen Quartett einmal auf den siebten (1987) und zweimal auf den sechsten Platz (1991, 1993), bei den Olympischen Spielen erreichte die kubanische Stafette 1992 im Finale nicht das Ziel und schied 1996 im Vorlauf aus.
Ab 2003 startete sie für Spanien. Im selben Jahr wurde sie spanische Meisterin. 2004 wurde sie, wie schon 1992 für Kuba, iberoamerikanische Meisterin. Bei den Olympischen Spielen 2004 in Athen und bei den Europameisterschaften 2006 in Göteborg schied sie im Vorlauf aus.
Aliuska López ist 1,71 m groß und wiegt 62 kg. Ihr Cousin ist der Weitspringer Iván Pedroso.

## Persönliche Bestzeiten
- 100 m: 11,53 s, 8. September 1987, Rieti
- 50 m Hürden (Halle): 6,91 s, 28. Februar 2004, Liévin
- 60 m Hürden (Halle): 7,91 s, 11. März 1995, Barcelona
- 100 m Hürden: 12,67 s, 29. Juli 1996, Atlanta

Am 16. Juli 1987 stellte sie in Zagreb mit 12,84 s den aktuellen Juniorenweltrekord auf.